# KHD A4M 220 R / 420 R
Die KHD A4M 220 R / 420 R war eine zweiachsige Diesellokomotive mit Stangenantrieb, die für den Rangierdienst konzipiert wurde. Insgesamt wurden 47 Lokomotiven von 1934 bis 1943 von Klöckner-Humboldt-Deutz (KHD) gebaut, die bis in die 1970er Jahre im Einsatz waren.
Vier Lokomotiven sind an verschiedenen Standorten erhalten geblieben.

## Entwicklung
Ab 1933 wurden die Lokomotiven im Baukastenprinzip mit Motoren mit stehenden Zylindern gefertigt. In der Lokbezeichnung ist die Bauart des Motors enthalten. Bei KHD A4M 420 R ergibt sich A = stehender Fahrzeugmotor, 4 = Zylinderzahl, M = Kühlungsart wassergekühlt, die folgende 2 ist die zweite Ausführung des Motors mit 20 Kolbenhub=20 cm. R ist eine Rangierlok.
Die erste Lokomotive wurde 1934 mit einem Motor der Bauform 4 gefertigt. Daher wurde sie als KHD A4M 420 R bezeichnet. Später wurden parallel Lokomotiven mit dem Motor der Bauform 2 ausgestattet, die die Bezeichnung KHD A4M 220 R erhielten.
Die Lokomotiven waren wegen ihrer Leistung und Höchstgeschwindigkeit nur für untergeordnete Dienste geeignet. Sie wurden in deutschen Werken sowie auf Privatbahnen wie der Köln-Frechen-Benzelrather Eisenbahn, den Köln-Bonner Eisenbahnen, der Brandenburgischen Städtebahn und der Bergedorf-Geesthachter Eisenbahn eingesetzt.

## Technik
Die Lokomotiven besaßen einen Maschinenvorbau und ein dahinter befindliches Führerhaus. Die Kraftübertragung erfolgte durch Stangenantrieb, wobei die Blindwelle als Getriebeabgangswelle unter dem Führerhaus zwischen den Antriebsrädern gelagert war. Die Lokomotiven besaßen eine Treibstange und eine Kuppelstange sowie einen schnelllaufenden Vierzylinder-Viertakt-Dieselmotor von KHD, dem nach einer Einscheibentrockenkupplung ein 4-Gang-Wechselgetriebe mit Wendegetriebe folgte.
Die Lokomotive der Brandenburgischen Städtebahn war während der Zeit des Zweiten Weltkrieges auf den Betrieb mit Stadtgas umgestellt. Die dafür benötigten Gasflaschen befanden sich auf dem Dach des Führerstandes.

## Einsatz

### Portland Zementwerke
Bei Portland Zementwerke in Erwitte wurde 1937 eine Lokomotive für den Werkverschub in Dienst gestellt. Sie wurde 1981 ausgemustert. 2002 wurde sie vor dem Werk in Erwitte als Denkmal aufgestellt.

### Dynamit AG
Bei der Dynamit AG in Herzberg wurde 1941 eine Lokomotive eingestellt und als D2 bezeichnet. Sie wurde 1946 an ein Privatunternehmen in Köln verkauft. 1991 wurde die Lokomotive an das Rheinische Industriebahn-Museum in Köln übergeben.

### Papierfabrik Coswig
Die Papierfabrik Coswig erhielt 1941 eine Lokomotive, die 1967 an die Erzgebirgischen Pappen- und Kartonagewerke in Raschau weitergegeben wurde. Sie war dort bis 1993 beheimatet und wurde dann an das Eisenbahnmuseum Schwarzenberg gegeben.

### VW-Werke
Die VW-Werke in Fallersleben erhielten 1943 eine Lokomotive für den Werkverschub. Sie blieb bis 1965 in verschiedenen Unternehmensbereichen und wurde dann an die Rheinstahl Nordseewerke in Emden weitergegeben. Dort blieb sie bis Anfang der 1990er Jahre und ist seit 2001 bei der Museumseisenbahn Küstenbahn Ostfriesland.

### Brandenburgische Städtebahn
Die Diesellokomotive war vor ihrem Einsatz bei der Privatbahn bei den Arado Flugzeugwerken eingesetzt. Ab 1946 wurde sie bei der Brandenburgischen Städtebahn als Nummer V 95 geführt. Der weitere Verbleib der Lokomotive ist nicht bekannt.

### Meppen-Haselünner Eisenbahn
Die Lokomotive mit der Fabriknummer 26130 wurde 1939 von der Beschaffungsstelle für Flughafenbau, Berlin, für den Flughafen Achmer bei Bramsche beschafft und kam nach dem Krieg als Kö 6040 in den Bestand der Deutschen Bundesbahn, wurde allerdings bereits 1951 wieder ausgemustert.
Danach diente die Lokomotive im Bestand des Ausbesserungswerkes Hamburg-Harburg als Verschubgerät (Werklok 2). Zu einem terminlich nicht bekannten Zeitpunkt kam die Lok zur Meppen-Haselünner Eisenbahn und wurde nach einer Hauptausbesserung dort 1967 in Betrieb genommen. Die Lok besaß nur eine Handbremse und konnte daher nur zwei Wagen bewegen. 1972 wurde die Lok abgestellt. 1986 kam sie zur Museumseisenbahn Paderborn in Paderborn. Hier wurde sie optisch aufgearbeitet, jedoch 1988 an einen Schrotthändler verkauft und 1991 verschrottet.

### Bergisch-Märkische Eisenwerke
Die Lokomotive mit der Fabriknummer 33208 wurde am 28. Februar 1941 an das Bergisch-Märkische Eisenwerk in Velbert ausgeliefert. Bereits 1950 gelangte sie zum Karosseriewerk Karmann in Osnabrück, wo sie unter der Betriebsnummer "2" im innerbetrieblichen Werksverkehr eingesetzt wurde. Nach vier Jahrzehnten im Dienst wurde die Lok 1990 ausgemustert und ging in den Bestand der Osnabrücker Dampflokfreunde über. Dort befindet sich die Maschine bis heute im musealen Erhaltungszustand.